# Museumsbrücke
Most muzealny (niem: Museumsbrücke) – barokowy most w Norymberdze nad rzeką Pegnitz. Pierwotna nazwa Barfüßerbrücke nawiązuje do klasztoru franciszkanów, który znajdował się obok mostu. W miejsce skasowanego klasztoru powstało pierwsze muzeum miejskie. Pierwszy most powstał w tym miejscu około 1200 r. W latach 1484 i 1590 poprzednie konstrukcje były niszczone przez ogień lub powódź. Nowa konstrukcja z 1700 r. została nazwana na cześć Józefa I Habsburga mostem Józefa. Most został uszkodzony w drugiej wojnie światowej i zrekonstruowany w 1954 r.